# Vladimir Dišljenković
Vladimir Dišljenković (en serbio: Bлaдимиp Дишљeнкoвић, en ucraniano: Вoлoдимир Дишленкович Volodymyr Dyshlenkovych) (Belgrado, RFS de Yugoslavia, 2 de julio de 1981) es un exfutbolista internacional serbio nacionalizado ucraniano.
Ha jugado en Ucrania varios años. No se le considera un jugador extranjero, puesto  que obtuvo la nacionalidad ucraniana el 2 de marzo de 2010, renunciando a su pasaporte serbio.

## Clubes
| Club                          | País    | Periodo   |
| ----------------------------- | ------- | --------- |
| Estrella Roja                 | Serbia  | 1998-2004 |
| FK Napredak Kruševac (cedido) | Serbia  | 1999-2000 |
| Hajduk Lion (cedido)          | Serbia  | 2000-2001 |
| FK Metalurg Donetsk           | Ucrania | 2004-2010 |
| F.C. Metalist Járkov          | Ucrania | 2010-2015 |